# 双达蛛
双达蛛（学名：Dactylopisthes diphyus）为皿蛛科达蛛属的动物。分布于中国新疆等地，多见于草丛以及稻田。该物种的模式产地在蒙古。